# Roberto de Oliveira Campos
Roberto de Oliveira Campos (Cuiabá, 17 de abril de 1917 — Río de Janeiro, 9 de octubre de 2001) fue un economista, diplomático y político brasileño.

## Biografía
Ocupó un cargo diplomático en los Estados Unidos. En esa época realizó estudios de Economía en la Universidad George Washington, e inició una tesis de doctorado en la Universidad de Columbia, que no llegó a concluir. Acompañó a Eugênio Gudin a la Conferencia de Bretton Woods. 
En el último gobierno de Getúlio Vargas fue uno de los creadores del BNDES, que llegó a presidir. Durante el gobierno de Juscelino Kubitschek integró el grupo a cargo del Plan de Metas. 
Apoyó el golpe militar de 1964. Fue nombrado ministro de Planeamiento por el presidente Humberto de Alencar Castelo Branco; conjuntamente con su colega de Hacienda, Otávio Bulhões, modernizó la economía y la administración pública, y controló la inflación. Fue creador del Banco Central de Brasil, el Banco Nacional da Habitação y el Estatuto de la Tierra. 

## Libros de Roberto Campos
Como autor
1. Economía, planejamento e nacionalismo (1963).
2. Ensaios de história econômica e sociología (1964).
3. A moeda, o governo e o tempo (1964).
4. Política econômica e mitos políticos (1965).
5. A técnica e o riso (1967).
6. Reflections on Latin American Development - University of Texas Press (1967).
7. Do outro lado da cerca (1968).
8. Ensaios contra a maré (1969)
9. Temas e sistemas (1970).
10. Função da empresa privada (1971).
11. O mundo que vejo e não desejo (1976).
12. Além do cotidiano (1985).
13. Ensaios Imprudentes (1987).
14. Guia para os perplexos (1988).
15. O século esquisito (1990).
16. Reflexões do crepúsculo (1991).
17. A lanterna na popa (Memórias) (1994).
18. Antologia do bom senso (1996).
19. Na virada do milênio (Ensaios) (1998).

Como coautor
1. Trends in International Trade (Relatório do GATT).
2. Partners in Progress (Relatório do Comitê Pearson do Banco Mundial).
3. A Nova Economia Brasileira (com Mário Henrique Simonsen) (1974).
4. Formas Criativas no Desenvolvimento Brasileiro (com Mário Henrique Simonsen) (1975)